# 河佐站
河佐站（日语：／ Kawasa eki */?）是位於廣島縣府中市久佐町，屬於西日本旅客鐵道（JR西日本）的福鹽線車站。

## 歷史
- 1938年（昭和13年）7月28日 - 福鹽線府中町站（現時：府中站）至上下站之間開通，此站啟用。
- 1983年（昭和58年）4月5日 - 成為無人車站（簡易委託化）。
- 1987年（昭和62年）4月1日 - 伴隨國鐵分割民營化，車站由西日本旅客鐵道（JR西日本）營運。
- 1989年（平成元年）4月20日 - 河佐站至備後三川站之間使用新線。舊線中的八田原站（日语：八田原駅）廢止。
- 2008年（平成20年）4月1日 - 結束簡易委託，完全成為無人車站。

## 車站構造

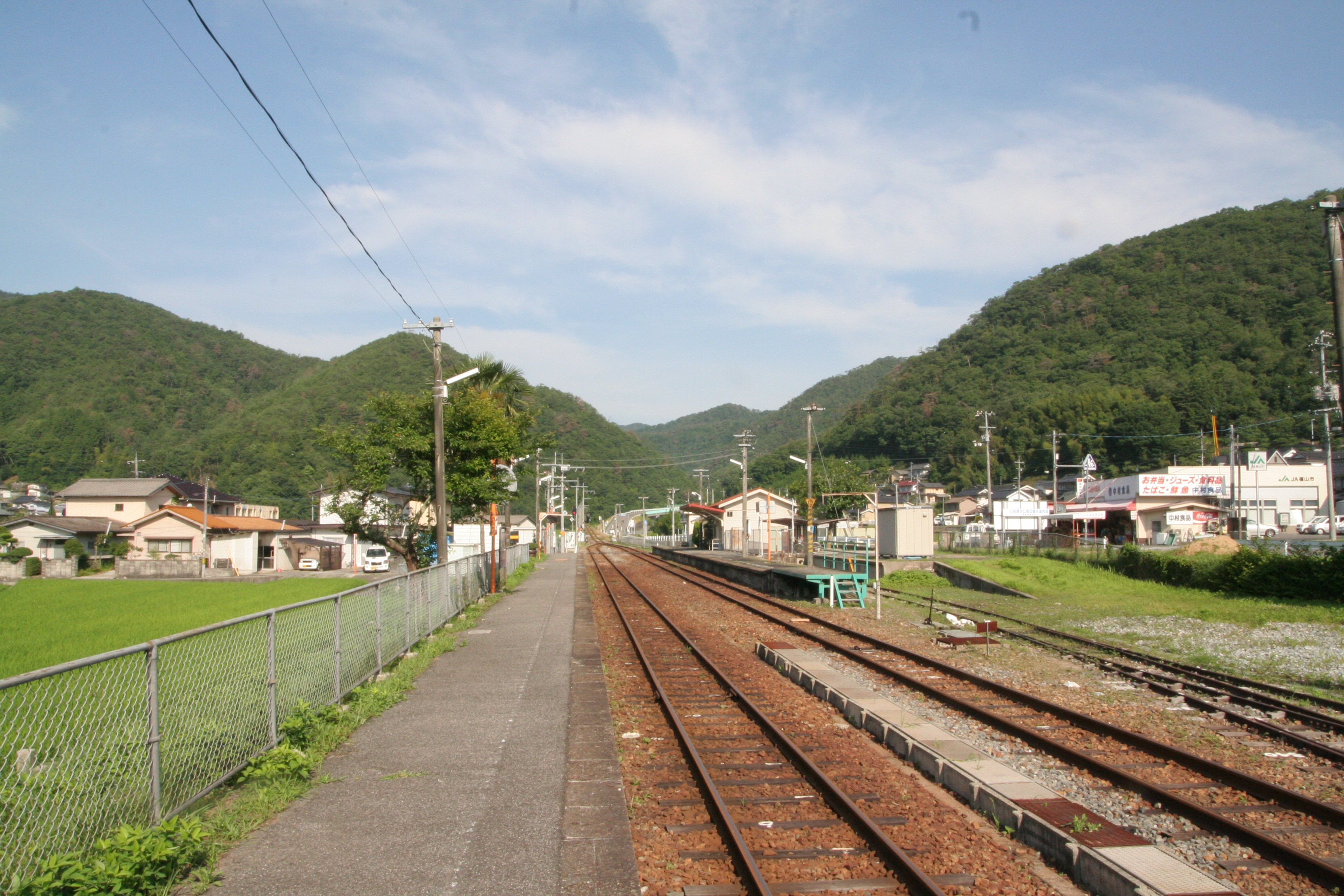
月台遠景（2008年7月）

本站是地面車站，設有2面2線的相對式月台。站房設於上行月台側，兩月台靠近三次一方設有站內平交道連接。下行月台側設有出入口。
此站是由三次鐵道部管理的無人車站。在1983年（昭和58年）成為無人車站後，站前商店委托出售車票，成為簡易委託車站，直至2008年（平成20年）3月尾。

### 月台
| 月台 | 路線   | 上下行 | 方向           |
| ---- | ------ | ------ | -------------- |
| 1    | 福塩線 | 上行   | 府中、福山方向 |
| 2    | 福塩線 | 下り   | 鹽町、三次方向 |

## 利用狀況
以下為近年1日平均乘車人次列表
| 年度               | 1日平均 乘車人次 |
| ------------------ | ---------------- |
| 1996年（平成08年） | 189              |
| 1997年（平成09年） | 180              |
| 1998年（平成10年） | 157              |
| 1999年（平成11年） | 149              |
| 2000年（平成12年） | 145              |
| 2001年（平成13年） | 132              |
| 2002年（平成14年） | 118              |
| 2003年（平成15年） | 107              |
| 2004年（平成16年） | 103              |
| 2005年（平成17年） | 96               |
| 2006年（平成18年） | 88               |
| 2007年（平成19年） | 86               |
| 2008年（平成20年） | 81               |
| 2009年（平成21年） | 47               |
| 2010年（平成22年） | 49               |
| 2011年（平成23年） | 44               |
| 2012年（平成24年） | 38               |
| 2013年（平成25年） | 32               |
| 2014年（平成26年） | 28               |
| 2015年（平成27年） | 28               |
| 2016年（平成28年） | 26               |
| 2017年（平成29年） | 25               |
| 2018年（平成30年） | 19               |
| 2019年（令和元年） | 16               |

## 車站周邊
- 河佐峽
- 八田原水壩（日语：八田原ダム）

## 相鄰車站
西日本旅客鐵道（JR西日本）
 福鹽線
中畑－河佐－備後三川
- 上述提及，於1989年改路線前，河佐站至備後三川站之間曾經設有八田原站。

## 注腳
1. ↑  府中市統計要覧

## 外部連結
- 河佐｜車站資訊：JR出門網 - 西日本旅客鐵道（日語）